# Los Guayos
Los Guayos is een stad en gemeente in de Venezolaanse staat Carabobo, ten noordoosten van Valencia. De gemeente telt 180.000 inwoners.
Los Guayos werd op 13 juni 1710 gesticht in een gebied waar de indiaanse stam der Guayos woonde.
In 1837 werd de kerk vervolledigd.